# Lot 3
Lot 3 est un canton dans le comté de Prince, Île-du-Prince-Édouard, Canada. Il fait partie de la Paroisse North.

## Population
- 893 (recensement de 1996)
- 864 (recensement de 2001)[1]
- 899 (recensement de 2006)[1]
- 860 (recensement de 2011)[2]

## Communautés
Incorporé :
- Greenmount-Montrose

Non-incorporé :
- Alma
- Central Kildare
- Huntley
- Kildare Capes
- Lauretta
- Roseville
- Saint Lawrence
- Woodvale

## Histoire
Le canton eut plusieurs propriétaires à la suite de l'arpentage de 1764 par le capitaine Samuel Holland :
- Chauncey (Chauncy) Townshend (Townsend), Esq. (M.P.). (1767-1810)
- Divers. (1838)
- Benj. Bowring, Esq., Jas. Yeo, Esq. et d'autres. (1864)